# Pierre Henry-Larivière
Pour les articles homonymes, voir Henry, Pierre Henry (homonymie) et Larivière.
Pierre François Joachim Henry Larivière, dit Henry-Larivière, né le 6 décembre 1761 à Falaise (province de Bretagne, actuel département du Calvados), mort le 2 novembre 1838 à Paris dans l'ancien 11e arrondissement, est un homme politique de la Révolution française.

## Sous la Révolution
En septembre 1791, Larivière, alors substitut du procureur-syndic de sa ville natale, est élu député du département du Calvados, le quatrième sur treize, à l'Assemblée nationale législative. Il vote en faveur de la mise en accusation du ministre de la Marine, Bertrand de Molleville, mais contre celle du marquis de Lafayette.
En septembre 1792, Larivière est à nouveau élu le quatrième député sur les treize du Calvados, à la Convention nationale.
Il siège sur les bancs de la Gironde. Lors du procès de Louis XVI, il refuse de se prononcer sur la culpabilité du roi, se prononce en faveur de l'appel au peuple et du sursis, et vote sa détention durant la guerre et son exil à la paix. Il vote en faveur de la mise en accusation de Marat qui le dénonce plus tard dans son journal comme membre de la « faction des hommes d'État ». Élu membre de la Commission des Douze chargée d'enquêter contre la Commune insurrectionnelle de Paris, il vote en faveur de son rétablissement.
À l'issue du 2 juin 1793, Larivière est décrété d'arrestation à son domicile parisien. Il s'enfuit de la capitale et gagne Caen où il tente de soulever le département contre la Convention. Il est décrété « traître à la patrie » le 28 juillet et est contraint de vivre dans la clandestinité pour éviter la guillotine.
Le décret du 18 frimaire an III (8 décembre 1794) suspend les poursuites contre lui et les autres députés girondins placés hors de la loi. Le décret du 18 ventôse (8 mars 1795) les réintègre au sein de la Convention. Larivière est élu membre du Comité de salut public entre prairial an III et vendémiaire an IV (entre juin et octobre 1795). Il réclame l'arrestation des membres des comités l'an II, notamment de Robert Lindet et de Lazare Carnot.

## Sous le Directoire
Larivière est réélu député au Conseil des Cinq-Cents lors des élections de l'an IV (octobre 1795). Il est tiré au sort pour rester au Conseil jusqu'en prairial an VI (mai 1798). Il est porté à la présidence pour le mois de messidor an V, ses secrétaires étant Villaret-Joyeuse, Jourdan « des Bouches-du-Rhône », Delahaye « de l'Aisne » et Aymé.
Durant son mandat, Larivière se rapproche du club de Clichy et des muscadins. À l'issue du coup d'État du 18 fructidor an V, il est décrété de déportation en Guyane. Il parvient à émigrer, en Suisse d'abord, puis à Londres où il entre en contact avec le comte d'Artois.

## Sous la Restauration
Larivière revient en France lors de la Première Restauration durant laquelle il devient avocat général près la Cour de cassation. Il émigre à nouveau lors des Cent-Jours et revient en France lors de la Seconde Restauration.

## Sous Louis-Philippe Ier
Opposé à la monarchie de Juillet, Larivière émigre pour Florence. Il rentre en France en 1837 et meurt l'année suivante.